# Torás (Castellón)
Torás es un municipio de la Comunidad Valenciana, España. Perteneciente a la provincia de Castellón, en la comarca del Alto Palancia. Cuenta con una población de 268 habitantes (INE 2024). Se trata de un municipio hispanófono, en el que el español cuenta con el predominio lingüístico reconocido legalmente.

## Toponimia
El nombre de esta población nos llega a partir de la palabra "Torada" (lugar de paso y pasto de los toros). Por supresión de la última sílaba se convirtió en "Tora" y, finalmente, se añadió una "S" como consonante de apoyo.

## Geografía
Su superficie es relativamente montañosa y está enclavada casi en el centro del circo que forman la sierra de Pina al norte, Javalambre al oeste y la sierra de Andilla al sur. A pesar de hallarse en una zona medianamente elevada, no se encuentran alturas importantes en sus elevaciones naturales.
Al sur discurre el río Palancia, de cierta riqueza piscícola en este todavía curso alto (truchas, barbos, madrijas, etc.). Es un río de caudal casi regular, aunque su nivel aumenta en épocas de lluvias. Sus aguas son limpias y transparentes debido a la nula existencia de industrias u otros motivos contaminantes que en esta altura de su curso pudieran existir.
Casi una tercera parte de la superficie del término es masa forestal en la que los pinos, sabinas y carrascas son las especies vegetales de bosque que más abundan. Las zonas de bosque en la que están ubicados este tipo de árboles son: La Hoya Elvira, El Agua Mala, El Sabinar, La Cañadilla, El Bolaje, Los Arenales, etc.
El medio climático es de tipo continental, con inviernos frescos y veranos templados.

### Localidades limítrofes
Barracas, Bejís, Teresa, El Toro y Viver, todas de provincia de Castellón.

## Historia

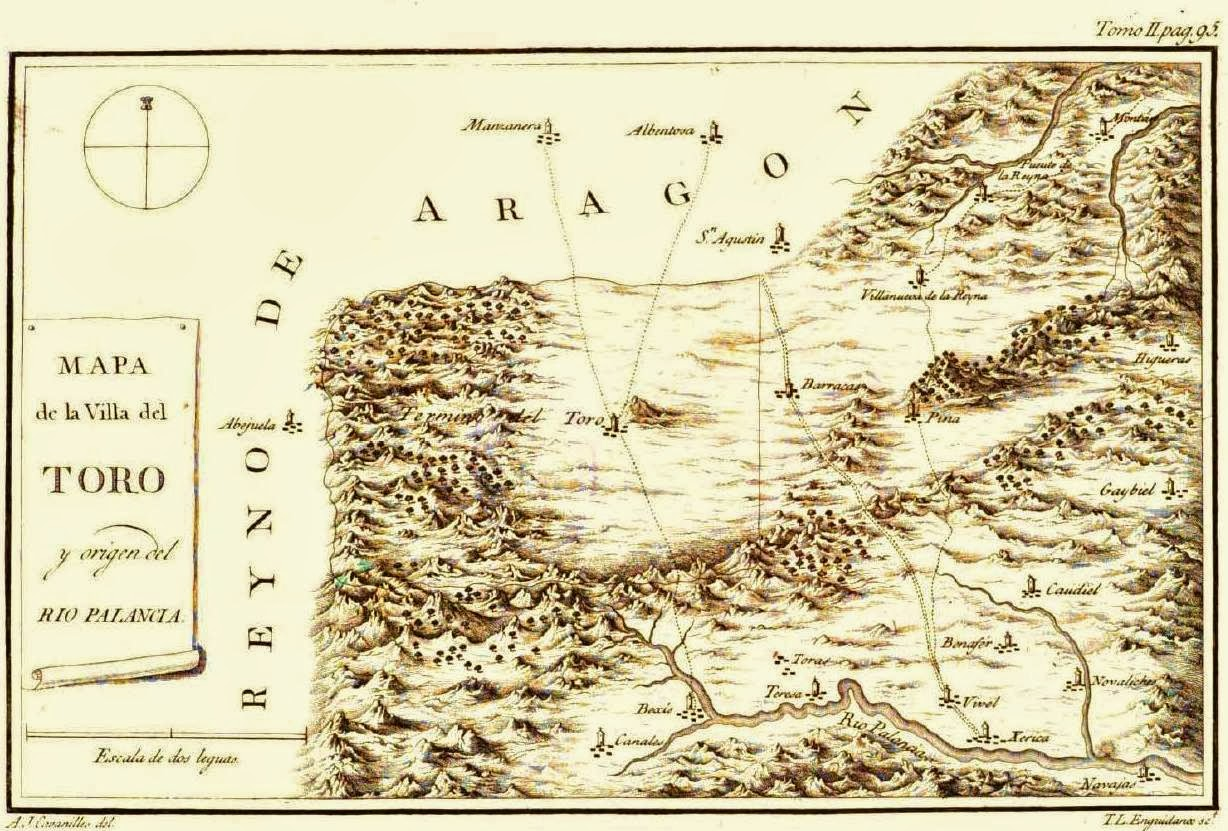
Mapa del Alto Palancia en las Observaciones de Cavanilles

La localidad tiene su origen en una alquería musulmana.
Al final de la primera guerra Carlista la localidad de Bejís aún permanecía fiel al pretendiente Carlos María Isidro de Borbón por lo que para conquistarla fue designado el general isabelino Azpiroz que se instaló en Torás y asedió la localidad rebelde durante cinco meses hasta que esta capituló el 22 de mayo de 1840.

### SigloXIX
En marzo de 1843 la localidad pudo segregar su término del de Bejís, localidad de la que dependía desde la reconquista.
La observación de Cavanilles en este municipio Cavanilles vio mucha pobreza, el clima era mediterráneo de interior. bastante frío. Con un número de habitantes cerca de los 120. Situado cerca de Bejís(Bexis) y Teresa comunicados con Viver. El monte era áspero, en las huertas abundaban las cerezas. El ganado era necesario, no en gran cantidad pero la mayoría de familias tenían. La empresión del autor tenía dos partes: la negativaz la pobreza; y la positiva, estaba muy agradecido por los verdes campos y minerales.
La experiencia de Madoz; a mitad del siglo XIX, Torás con un relieve alto y un clima saludable. Seguía dividida en dos partes.
El Ayuntamiento pertenecía a Castellón de la Plana. Tenía una escuela, dominada por gente del pueblo y el cementerio se establecía a las afueras del pueblo. Presumía de Iglesia, con la patrona Santa Quiteria. El terreno era montuoso y de mediana calidad. Trigo, cebadaa, maíz, vino y legumbres eran los frecuentes alimentos que se cultivaban. Lo habitaban 146 familias, y como él decía 576 almas. Torás pertenecía a Bejís, pronto se idependizó hasta el día de hoy. Madoz cuenta una opinión neutra con los datos que conocía.	
Torás estaba formado por dos núcleos: El Torás Alto en "el Alto", y el Torás Bajo en "el Prao". Actualmente no existe esta separación y la población no presenta más que un solo conjunto urbano.

### Evacuación incendio
El incendio declarado en la tarde del lunes 15 de agosto de 2022, en la localidad de Bejís sigue descontrolado, y las llamas y el humo han ido avanzando peligrosamente no solamente hacia el casco urbano de la localidad del Alto Palancia, sino hacia otros municipios limítrofes. Hasta tal punto que Guardia Civil, Policía Autonómica y Protección Civil han iniciado a primera hora de la tarde de este martes 16 de agosto de 2022, el protocolo para la evacuación preventiva de los vecinos de tres pueblos afectados por el incendio: Bejís, Torás y, en última instancia, Teresa.

## Barrios y pedanías
En el término municipal de Torás existen antiguas masías:
- Masía de la Atalaya.
- Masía de los Planos.
- Masía de la Cerrada.

## Demografía
Torás cuenta con una población de 268 habitantes (INE 2024).
| Gráfica de evolución demográfica de Torás entre 1857 y 2021 |
| |
| Población de derecho según los censos de población del INE Población de hecho según los censos de población del INEEntre el censo de 1857 y el anterior, aparece este municipio porque se segrega del municipio Bejís |

## Accesos
Desde Castellón de la Plana se accede a esta localidad a través de la CS-22 tomado luego la A-23 y posteriormente la CV-205, la CV-235 y finalmente la CV-236. Se encuentra situada a 74,5 km de Valencia y 75,6 km de Castellón de la Plana.

## Economía
La economía de Torás se basa en la agricultura, con predominio del cultivo del olivo y el almendro sobre los frutales (manzano), la construcción, sector servicios y la ganadería ovina y porcina.

## Administración y política
| Periodo   | Nombre                      | Partido   |
| --------- | --------------------------- | --------- |
| 1979-1983 | Domingo Macián Lázaro       | UCD       |
| 1983-1987 | Cayetano Muñoz Monleón      | PSPV-PSOE |
| 1987-1991 | Cayetano Muñoz Monleón      | PSPV-PSOE |
| 1991-1995 | Manuel Lizondo Macian       | PSPV-PSOE |
| 1995-1999 | Blas Mañez Macián           | PP        |
| 1999-2003 | José Vicente Macián Flor    | PP        |
| 2003-2007 | José Vicente Macián Flor    | PP        |
| 2007-2011 | José Vicente Macián Flor    | PP        |
| 2011-2015 | Carlos Leoncio del Río Díaz | PP        |
| 2015-2019 | Carlos Leoncio del Río Díaz | PP        |
| 2019-2023 | Carlos Leoncio del Río Díaz | PP        |
| 2023-act. | Carlos Leoncio del Río Díaz | PP        |

## Patrimonio

### Religioso

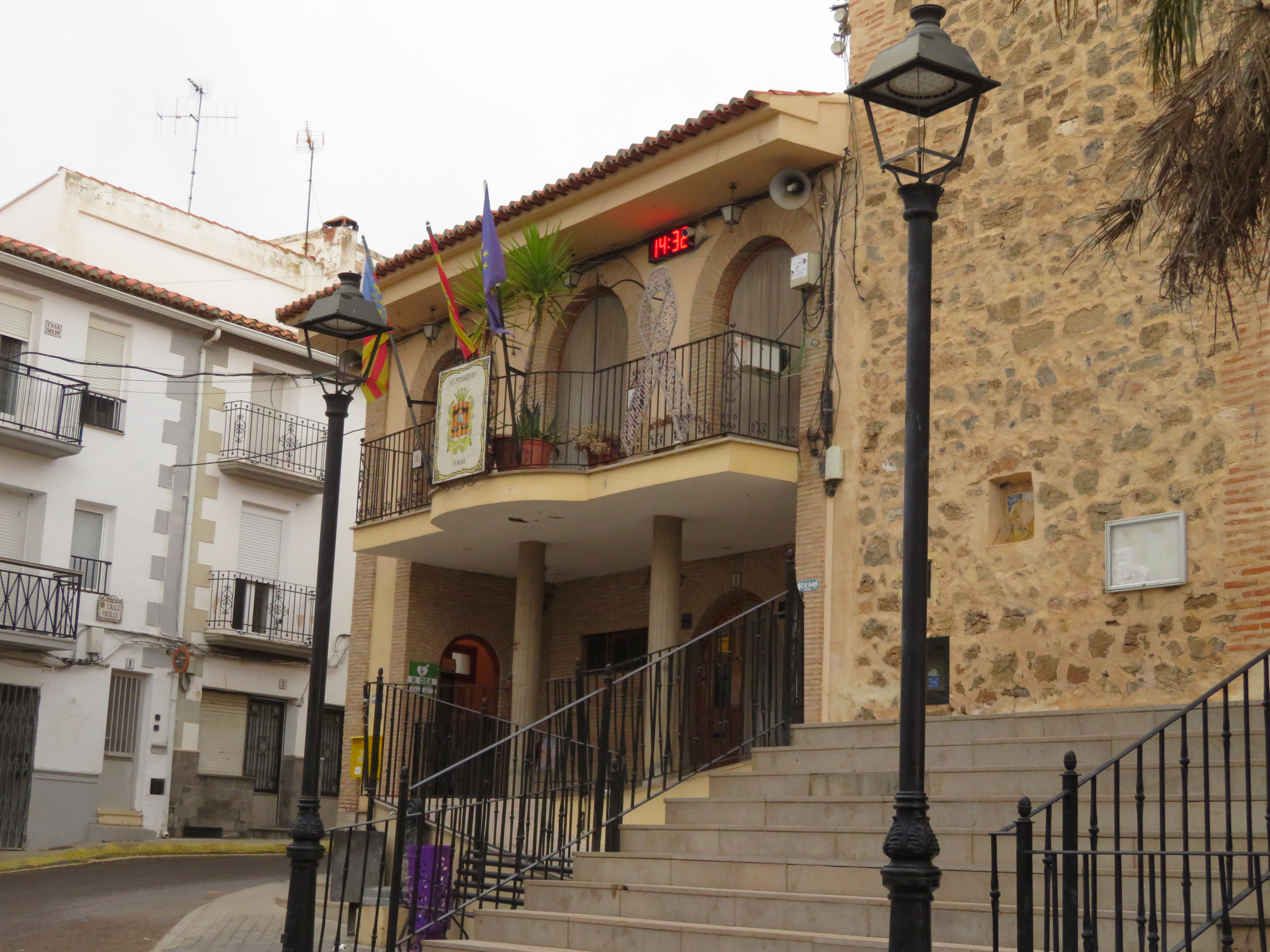
Ayuntamiento de Torás

- Ayuntamiento de Torás Iglesia Parroquial. Dedicada a Santa Quiteria. Iglesia de una sola nave con altares laterales sin capillas y bóveda de cañón de proporciones y formas académicas.
- La Cruz. Está situada en el Alto Tarramao junto a varios chalets construidos a su alrededor y está muy próxima al centro del pueblo de Torás.

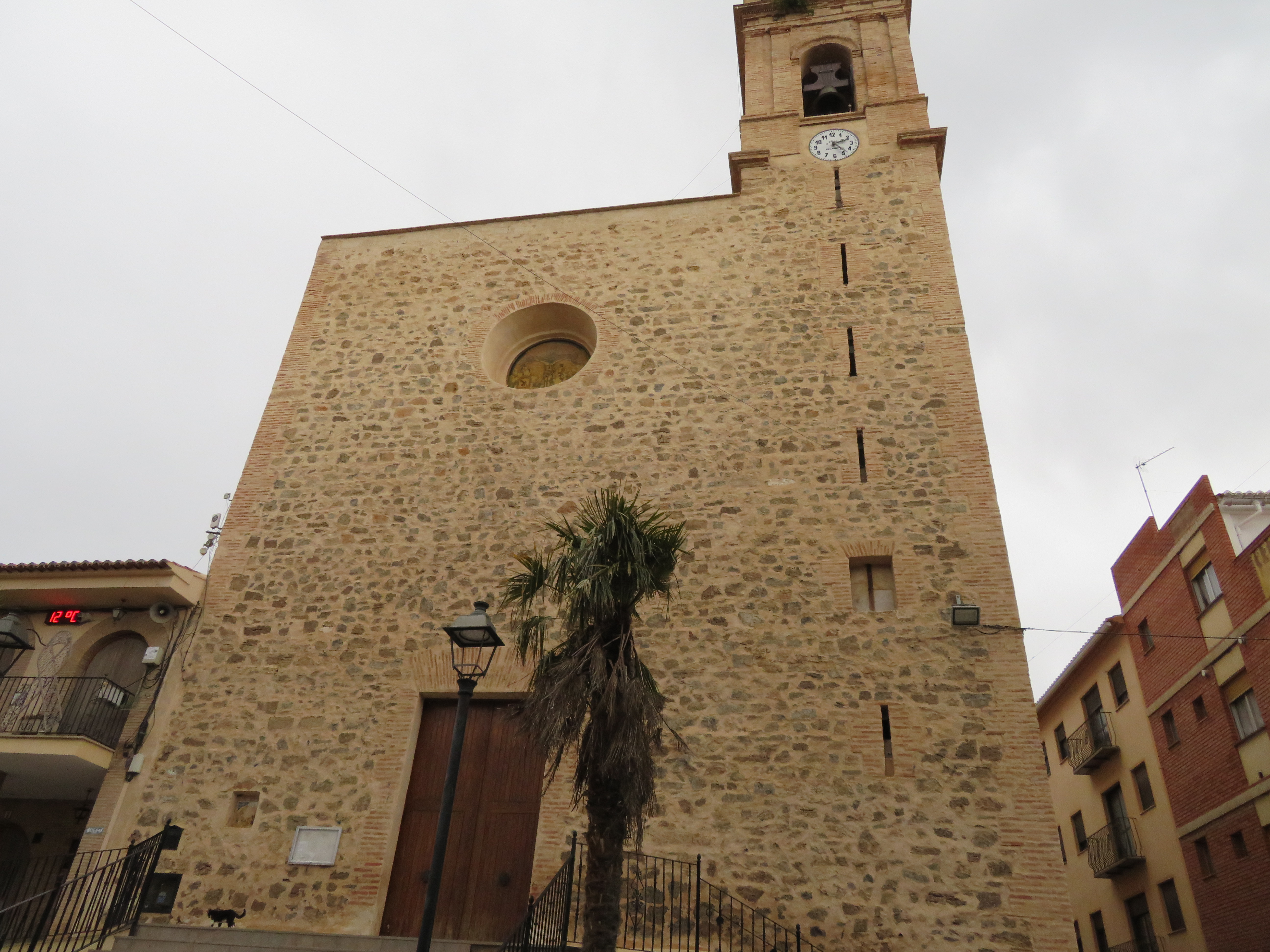
Iglesia de Santa Quiteria

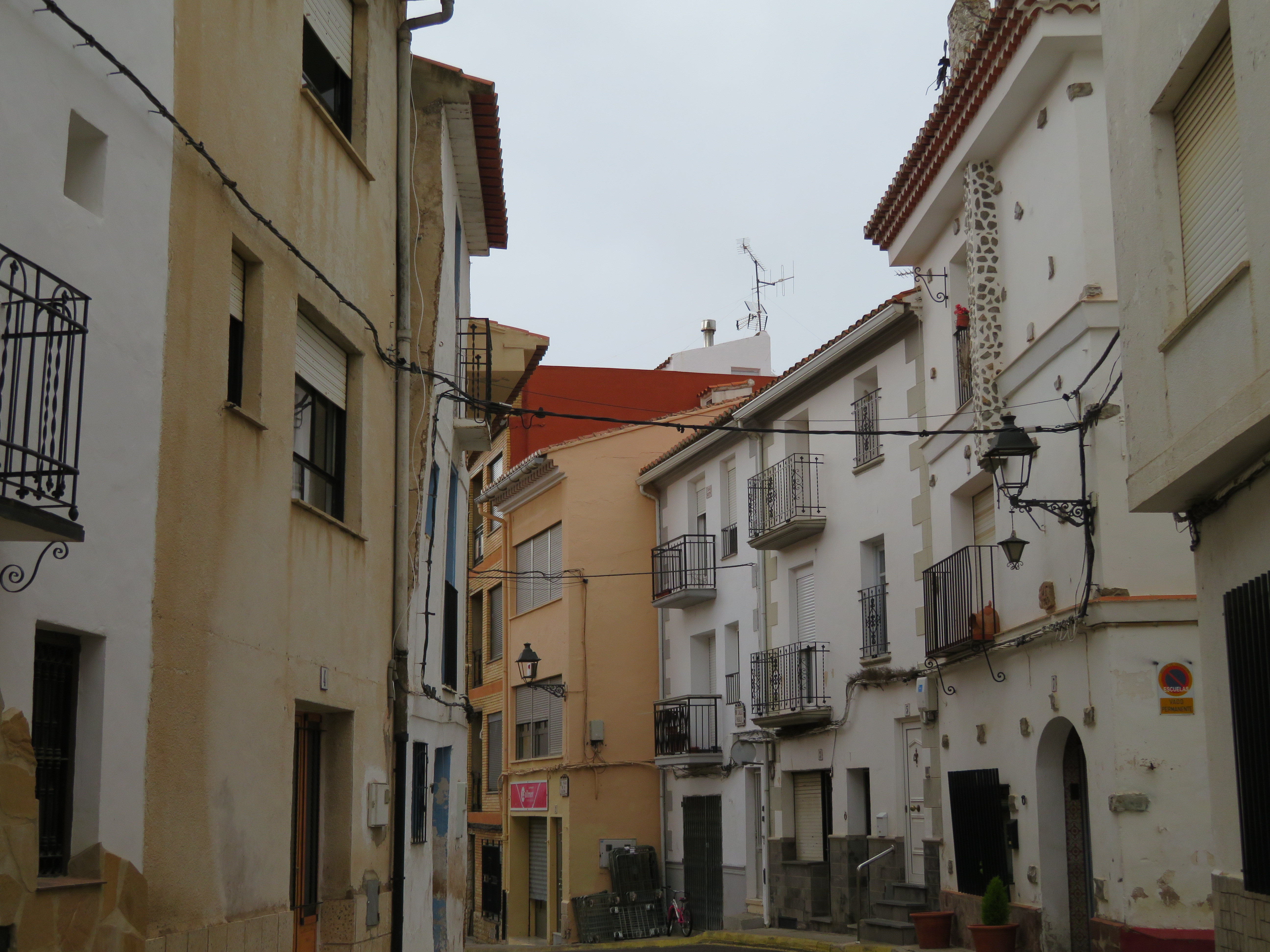
Calle Clemente Cerdá

### Civil
- Ayuntamiento. Edificio de interés arquitectónico.

## Patrimonio natural

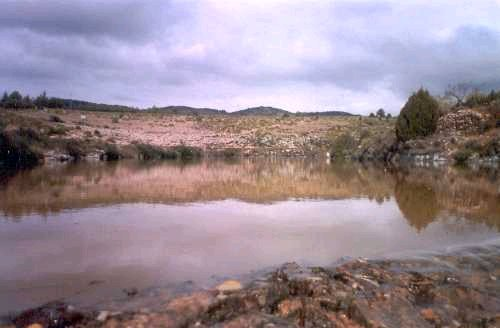
Embalse de Camarillas

- Embalse de Camarillas. Esta construcción de especial encanto por estar excavada en piedra se nutre de las aguas de la Fuente de Camarillas que se encuentra al lado del embalse.
- Barranco del Regajo. En él se pueden encontrar bastantes ejemplares de roble valenciano o "Quercus Fagínea" tan escaso hoy en nuestras tierras. Y siguiendo el recorrido por los barrancos, es casi obligatorio hacer una pequeña reseña sobre la existencia de olmos comunes, "Ulmus Minor", en la cabecera del mismo que junto con chopos blancos y negros.

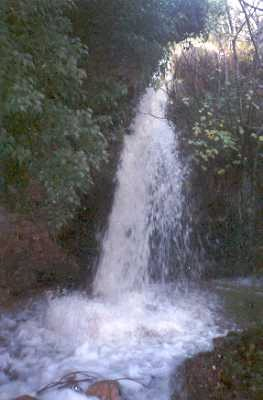
El Chorrillo

- Fuente de Camarillas. Considerada como la más importante, dispone de una zona de esparcimiento, con áreas recreativas que sirven de punto de reunión de vecinos y visitantes.
- Fuente de la Barrancada. Recoge las aguas para regar los campos de frutales y huertas. Sus aguas son muy apreciadas.
- Fuente del Chorrillo. Se trata de uno de los lugares donde se encuentran algunos de los últimos álamos de la Comunidad Valenciana. A lo largo de la senda nos encontramos con la acequia para riego de los cultivos de esta zona que se abastece de la fuente del Chorrillo. La climatología de la zona, junto a la humedad de sus paredes, es idónea para que se desarrollen las violetas, embelleciendo todo el camino por sus contrastes de color tan difíciles de ver en parajes silvestres. Todos los rincones están llenos de romero, tomillo y espliego y en algunas rocas podemos encontrar té o poleo silvestre; también infinidad de esparragueras. Es muy saludable beber agua directamente de la fuente y descansar en los bancos observando el paisaje.
- Pocico de San Vicente. Desde el Chorrillo, continuamos hacía el Pocico de San Vicente, que abastecía el agua para la cantera de piedra que hay a la derecha, piedra especial que se usaba para construir hornos de leña., desde allí podemos apreciar el paisaje del barranco desde el otro lado, y adentrarnos en los arenales, terraplenes de arena y grava naturales rodeados de pinos hasta la carretera.
- Partida de Atalaya. Reducto de bosque mediterráneo formado exclusivamente de carrascas (Quercus Rotundifolia), que en la actualidad se utiliza como aprovechamiento agroforestal compatibilizando la búsqueda de trufas, con la condición de carrascal.
- Fuente Malaño. La fuente Malaño es una fuente de mal presagio para los agricultores y ganaderos, cuando hace su aparición, es como el nacimiento de un río, saliendo agua de todas las partes, debajo de las piedras, al lado de los troncos de los árboles, arramblando todo el camino hasta el barranco de las cuevas.
- Monte Alto del Navajo. Situado a 1104 m de altitud sobre el nivel del mar, donde se puede apreciar todo el término de El Toro, Barracas, Viver, Pina de Montalgrao, Jérica.
- Alto de la Cruz. Situado a 1121 m de altitud.
- Alto del Pepino. Situado a 1136 m de altitud, punto más alto del término.

## Fiestas
- Las fiestas patronales se celebran bajo las advocaciones del Santísimo Cristo de la Misericordia y la Virgen de la Cueva Santa. Cuando hay una camarera y las damas de honor, que son las festeras, son ellas las que organizan las fiestas. Cuando no hay camareras ni damas se encarga el ayuntantamiento.
- Las hogueras de San Antón. Se celebran en enero. En la que se bendicen los animales en la plaza, por la noche hacen una gran hoguera y reparten la famosa "torra" los ciudadanos torran la carne en la hoguera.
- La fiesta de Santa Quiteria o fiesta de las mozas, se celebra el 22 de mayo.
- La fiesta de San Juan o fiesta de los mozos, se celebra el 24 de junio.

## Gastronomía
Podemos degustar, el plato típico: La Olla de pueblo con plantas aromáticas. También cabe resaltar: La carne a la teja, Almuerzo de matapuerco, Tortas de sardinas, panceta y pimientos, Conejo al ajillo con tomillo, Fredura, Jamón casero, Reterolas etc. En cuanto a la repostería, destacan: Las “Tortas Escudellas”, con aceite y almendras. Higos con nueces. Confituras caseras, y deliciosos pasteles rellenos de ellas.